# Fonace
Fonace (z řec. fóné, hlas, zvuk) znamená proces vytváření zvuku v hlasivkách, případně v celém hrtanu. Vzduch z plic prochází hlasivkami a hrtanem a je dále modulován jazykem, rty atd.

## Fonetika
Ve fonetice se rozlišují různé druhy fonací, podle toho, které části hrtanu se vytváření zvuku účastní. Hlasivky resp. jejich napětí určují základní frekvenci (výšku) zvuku, jejich oscilace nejsou ovšem čistě sinusovité, a tak zvuk obsahuje množství harmonických.

## Filosofie
Rudolf Carnap a Vídeňský kruh užívali pojem fonace pro označení řečových útvarů, které nemají žádný smysl.